# Portret Doriana Graya
Portret Doriana Graya (ang. The Picture of Dorian Gray) – powieść powstała w 1890 roku jako piąte dzieło irlandzkiego poety, dramatopisarza i filologa klasycznego, Oscara Wilde’a. Jest to jedyna opublikowana powieść tego autora.

## Informacje ogólne
Pierwsza wersja książki ukazała się w miesięczniku „Lippincott's Monthly Magazine” 20 czerwca 1890 r. jako główna publikacja w magazynie. Od razu spotkała się z falą krytyki i okrzyknięta skandalizującą przyczyniła się ostatecznie do zyskania przez Oscara Wilde’a reputacji pozbawionego moralności dandysa.
Wkrótce później Oscar Wilde postanowił zmienić nieco pierwszą wersję powieści i przeznaczyć ją do wydania w formie książki. Dokonał kilku istotnych poprawek, a mianowicie skupił się na złagodzeniu lub usunięciu licznych aluzji do homoseksualizmu, które były najbardziej oburzające dla czytelników i krytyków. Do tego rozbudował i dodał kilka rozdziałów, które miały nadać większej głębi charakterowi Doriana Graya i poszerzyć nieco jego portret psychologiczny. Według niego negatywny odbiór tego bohatera wiązał się ze zbyt powierzchownym przedstawieniem jego wnętrza. By nadać mu realizmu, zawarł nawet krótką historię jego pochodzenia.
Co istotne, Wilde dodał też zbiór myśli i aforyzmów jako wstęp do utworu, które miały być jego odpowiedzią na zarzuty krytyki i wprowadzić czytelników do sposobu postrzegania sztuki zawartego w utworze.

## Motywy
W Portrecie Doriana Graya Oscar Wilde wyraził przede wszystkim swój pogląd na sztukę oraz uczynił książkę swoją duchową autobiografią. Powiedział kiedyś, że on sam ma w sobie coś i z Basila Hallwarda, i z Lorda Henry’ego Wottona, i z Doriana Graya.
Powieść przedstawia koncepcję sztuki głoszącą pełną swobodę działań artysty, nieograniczoną regułami, zakazami i nakazami. Potwierdza to chociażby słynny, kontrowersyjny cytat ze wstępu do książki: „Nie ma książek moralnych lub niemoralnych. Są tylko książki dobrze napisane i źle napisane”. Sztuka powinna być pozbawiona wszelkiej celowości, szczególnie nie powinna służyć celom zarobkowym. Nie powinna do tego naśladować rzeczywistości, powinna być abstrakcyjna. Jest to popularna w czasach Wilde’a koncepcja „sztuki dla sztuki”, gdzie sztuka rozumiana jest jako wartość sama w sobie, a twórczość nie opiera się na wymogach czytelników czy przeżyciach, tylko wynika z potrzeby tworzenia piękna i realizacji geniuszu artysty.
Powieść przede wszystkim czci estetyzm.
Motyw śladów zbrodni i grzechów pozostających na nikczemniku i nie dających się ukryć pod maską niewinności pojawia się w dziele. Wykorzystany jest również w Makbecie (Lady Makbet usiłująca we śnie zmyć ślady krwi ze swoich dłoni), czy w Balladynie (plama z krwi Aliny pozostaje na zawsze wspomnieniem zbrodni dla Balladyny). Tym razem przewinienia odbijają się jednak nie na ciele czy w sumieniu grzesznika, ale na jego portrecie.
Występuje także problematyka sensu życia, wyboru odpowiedniej drogi życiowej. Według bohatera powieści, cynicznego Lorda Wottona, jedynym, o co warto walczyć w życiu, jest piękno i spełnianie swoich pragnień. Z kolei zły koniec Doriana zdaje się moralizować czytelnika, przypominając, by kierować się dobrem, uczciwością i prostotą.
Powieść zawiera w sobie silne wątki homoerotyczne. Bardziej wyraziste i  liczniejsze w pierwszej wersji książki, zostały po jej publikacji znacznie złagodzone lub wręcz usunięte przez samego autora, ze względu na oburzenie krytyki i czytelników. To co pozostało, to skomplikowane relacje Doriana i malarza Basila Hallwarda. Malarz uważa Doriana za źródło inspiracji dla siebie, czci nie tylko jego osobowość, ale i fizyczność; uznaje go za najcenniejszy skarb, jaki dostał od życia. Jest zakochany w Dorianie. Razem z Lordem Wottonem tworzą trójkąt miłosny. Wotton - cyniczny, doświadczony przez życie bogacz wprowadza młodego adepta, którym jest zafascynowany, w arkana życia wypełnionego pasją, zaspokajaniem żądz i pragnień. Autor odwołuje się tu do modelu ze starożytnej Grecji, gdzie często mistrzowie utrzymywali stosunki seksualne z młodymi chłopcami, których nauczali. To wyobrażenie pasuje do Portretu Doriana Graya również poprzez opisy porównujące Doriana do greckiego posągu, a także przez wzgląd na starożytne uwielbienie estetyzmu pojawiające się w książce. Seksualna swoboda i prawdopodobny panseksualizm bohatera są jednym z klasycznych wątków wiązanych z nieśmiertelnością i wieczną młodością. Dorian przyczyniał się do utraty reputacji i społecznego pohańbienia wielu młodych mężczyzn, z którymi najpierw utrzymywał bardzo bliskie kontakty, by wkrótce całkowicie zrazić ich do siebie. Nie wiadomo też dokładnie, z kim Dorian spędzał noce w karczmach i melinach, gdzie pali się opium.

## Bohaterowie
Dorian Gray – główny bohater powieści. Bardzo młody, niezwykle przystojny chłopak o szlachetnych, delikatnych rysach twarzy i złotych lokach; typowo „posągowej” urodzie. Wywodzący się z wyższych warstw społecznych, dopiero rozpoczynający swoje towarzyskie życie w kręgach salonowej elity. Nieśmiały, skromny, niewinny i nieskażony złem codzienności, w połączeniu ze swoim pięknem fascynuje malarza Basila Hallwarda i wkrótce staje się jedyną inspiracją artysty. Pozuje mu do swego naturalnej wielkości portretu.
Basil Hallward – nieco zamknięty w sobie, introwertyczny malarz o sporym talencie i zdolnościach. W momencie spotkania Doriana Graya, czuje, że przeznaczone było mu go poznać i młodzieniec szybko staje się jego przyjacielem oraz jedynym źródłem inspiracji. Zakochany w nim Basil odkrywa zupełnie nowe możliwości dla swej sztuki i maluje dla Doriana jego portret naturalnej wielkości.
Lord Henry Wotton (Harry) – niezwykle dystyngowany bogacz cieszący się uwielbieniem wśród bywalców salonów. Wyjątkowo cyniczny, ma spore zdolności do wypowiadania lapidarnych sformułowań, w których ujmuje swe poglądy na życie. Rozbawiają one i zjednują mu wielu wielbicieli, choć tak naprawdę Lord Henry nie zawsze wciela w życie formułowane przez siebie zasady.
Sybil Vane – młoda, piękna aktorka o sporym talencie, występująca w podupadłym teatrze w biedniejszej dzielnicy Londynu. To w niej po raz pierwszy zakochuje się Dorian Gray i zyskuje sobie jej miłość.
James Vane – szesnastoletni brat Sybil, słusznej postury, zapalczywy marynarz, niedługo wyruszający w swój pierwszy rejs. Czuje się w obowiązku strzec swojej ukochanej siostry oraz starej matki.

## Fabuła
Malarz Basil Hallward poznaje na przyjęciu Doriana Graya – niezwykle przystojnego młodzieńca. Zafascynowany pięknem i niewinnością chłopca, który staje się dla niego ważnym źródłem inspiracji, zaprzyjaźnia się z nim i maluje jego portret naturalnej wielkości. Pewnego dnia spotyka się w swym studio z przyjacielem Lordem Henrym Wottonem, dystyngowanym cynikiem. Poznając historię fascynacji Basila Dorianem, Lord Henry nalega, by przedstawiono mu go, gdy wkrótce Dorian przybywa na kolejną sesję pozowania do portretu. Zaintrygowany urodą i osobowością chłopaka Lord Henry uświadamia mu potęgę młodości i piękna oraz to, że tylko dzięki tym dwóm nadrzędnym wartościom będzie on w stanie zdobyć wszystko, czego zapragnie i zrealizować wszystkie swoje marzenia. Zafascynowany taką przemową Dorian zdaje sobie sprawę, że wraz z wiekiem jego uroda przeminie. Entuzjastycznie wypowiada więc życzenie, by to twarz na obrazie szpetniała z wiekiem i pod wpływem popełnionych grzechów, a nie on sam.
Ukończony portret zostaje zawieszony w jego pokoju. Pewnego wieczora Dorian przypadkiem trafia do zrujnowanego teatru w biednej dzielnicy i widzi na scenie młodziutką, piękną aktorkę, Sybil Vane. Zafascynowany jej pięknem i talentem zakochuje się w niej i zaczyna ją uwodzić. Dziewczyna, która nigdy nie przypuszczała, że podbije serce kogoś klasy Doriana, szybko odwzajemnia jego uczucia. Nazywa go swoim „Czarującym Księciem” i nawet przed zaniepokojonym bratem nie zdradza jego prawdziwego imienia. Ten z kolei martwi się o swoją siostrę, ma bowiem wkrótce wyruszyć w swój pierwszy rejs jako marynarz. Uważa, że ktoś z warstwy społecznej tego człowieka nie może mieć dobrych zamiarów wobec bezbronnej, biednej dziewczyny, a ponadto uważa, że ich matka nie jest w stanie odpowiednio ustrzec Sybil. Przed odjazdem ostrzega więc siostrę i poprzysięga zemstę na adoratorze, jeżeli wyrządzi on dziewczynie jakąkolwiek krzywdę.
Dorian przychodzi na wszystkie przedstawienia Sybil. Na jedno zabiera nawet Lorda Henry’ego i Basila, chcąc im pokazać swoją ukochaną i cały jej talent. Okazuje się jednak, że tej nocy dziewczyna gra fatalnie. Po sztuce zdruzgotany Dorian spotyka się z nią za kulisami i oskarża o zniszczenie ich miłości – kochał ją tylko za jej talent, a teraz nie potrafi dłużej jej adorować. Zrozpaczona Sybil próbuje go przekonać, że po prostu nie potrafiła odgrywać na scenie miłości odkąd sama ją czuje i prosi Doriana o kolejną szansę. Ten jednak zrywa zaręczyny, a dziewczyna wkrótce po jego odejściu popełnia samobójstwo.
Wracając do domu po nieudanym spektaklu, Dorian dostrzega drobną zmianę na swoim portrecie. Jego usta nabierają teraz kształtu sugerującego okrutność i wyrachowanie. Dowiaduje się o samobójstwie Sybil i jest skruszony, ale przemowa Lorda Henry’ego przekonuje go, że powinien być dumny z tego, że ktoś z miłości do niego potrafił popełnić samobójstwo. Widząc w tym odtąd tylko piękno, zaczyna podporządkowywać swoje życie jego ideałom, a portret, który szpetnieje pod wpływem grzechów, chowa w wiecznie zamkniętym pokoju, skryty za zasłoną.
Od tej pory Dorian zaczyna kolekcjonować drogie kamienie, sprowadza kosztowne towary luksusowe i bibeloty; wydaje wystawne przyjęcia, staje się ulubieńcem elit oraz ikoną mody. Takie ekscentryczne życie nie wystarcza mu jednak na długo; szukając dalej spełnienia, zaczyna spędzać noce w podejrzanych karczmach i melinach, gdzie wciąga opium, co udaje mu się skrzętnie maskować przed swymi dystyngowanymi towarzyszami. Wszystkie zmiany odbijają się na jego portrecie, a nie na nim. Również lata nie mogą go zmienić. W wieku 39 lat wygląda wciąż tak, jak w chwili namalowania obrazu – gdy miał 19 lat.
Pewnej nocy odwiedza go Basil Hallward. Przed kilkumiesięcznym wyjazdem do Paryża postanawia porozmawiać z Dorianem o plotkach, jakie w ostatnim czasie narosły w towarzystwie na temat jego zachowania. Zauważono, że ma zły wpływ na młodzież; wszyscy jego przyjaciele, z którymi pozostawał w bliskich stosunkach, szybko tracili reputację w społeczeństwie, doprowadzali się do ruiny finansowej, zyskiwali piętno hańby. Poza tym podejrzewano go o nocne włóczęgi po podejrzanych dzielnicach. Dorian nie zaprzecza niczemu, a na stwierdzenie Basila, że tylko Bóg może obejrzeć jego duszę, Dorian zabiera przyjaciela na górę i pokazuje mu jego oszpecony, przerażający teraz portret. Gdy zszokowany malarz prosi Doriana o modlitwę o zbawienie, ten w napadzie szału uderza Basila nożem, a zwłoki pozostawia zamknięte w pokoju. Nie czuje skruchy ani żalu.
Następnego ranka posyła po swojego dawnego przyjaciela, który zerwał z nim stosunki, Alana Campbella. Jako chemika prosi go o pozbycie się zwłok. Chociaż mężczyzna najpierw odmawia, przyparty do muru okrutnym szantażem podejmuje się wykonania zadania i rozpuszcza ciało w kwasie.
Mimo pozbycia się wszelkich dowodów, Dorian zaczyna gubić się w swojej rzeczywistości i potrzebuje coraz częstszych odskoczni od problemów. Pewnej nocy wybiera się znów po opium. W zrujnowanej melinie jakaś kobieta kpiąco nazywa go „Czarującym Księciem”. Słyszy to marynarz ukryty w kącie i natychmiast wybiega za Dorianem. To James Vane, brat Sybil, od dłuższego czasu poszukujący człowieka winnego samobójstwa jego siostry. Kiedy przypiera Doriana do muru, ten ratując się pokazuje mu swoją młodą twarz. James stwierdza, że osoba w tak młodym wieku nie może być odpowiedzialna za dawno popełnione zbrodnie. Puszcza Doriana wolno, ale wtedy dowiaduje się od kobiety o jego magicznych zdolnościach zachowania młodości.
Od tej pory zaczyna śledzić Doriana, a ten popada z tego powodu w lekką paranoję. Pewnego dnia James zostaje jednak przypadkowo postrzelony w czasie polowania przez towarzysza Doriana i ginie.
Staje się to punktem przełomowym dla Doriana, który uświadamia sobie, że jedynie łut szczęścia uratował go przed śmiercią. Postanawia poprawić się i być może odwrócić szpetne zmiany na jego portrecie. Gdy zakochuje się w niewinnej, wiejskiej dziewczynie, postanawia nie wykorzystać jej w akcie swojego miłosierdzia. Kiedy sprawdza, czy zmieniło to coś w jego obrazie, przeżywa szok. Okazuje się, że oszpeciło to jego twarz jeszcze bardziej, nadając jej cechy obłudy, zamiast przywrócić mu część urody. Zdaje sobie sprawę z tego, że uchronił dziewczynę z własnej pychy i chęci bycia miłosiernym, a nie z potrzeby serca. W napadzie szaleństwa chwyta nóż, którym zamordował Basila i wbija go w portret. Zwabieni przerażającymi wrzaskami służący odnajdują piękny portret Doriana Graya w kwiecie wieku oraz ciało swego pana, szpetne i pomarszczone, leżące na podłodze ze sztyletem w piersi.

## Adaptacje
- Na podstawie książki w roku 1945 powstał film Portret Doriana Graya. Doriana zagrał Hurd Hatfield.
- W roku 2009 nakręcono film Dorian Gray. W rolę Doriana wcielił się Ben Barnes, natomiast Lorda Henry’ego Wottona zagrał Colin Firth.
- Lista adaptacji i nawiązań
- Postać Doriana Graya występuje również w serialu Dom Grozy z 2014 roku.
- Dorian Gray występuje także jako postać poboczna w serialu "The Chilling Adventures of Sabrina" z 2018 roku.